# Togainu no chi
Togainu no chi (咎狗の血?) è una visual novel yaoi giapponese sviluppata da Nitro+Chiral nel 2005. La serie ruota attorno a un gioco mortale in un Giappone reduce dalla terza guerra mondiale. Dal videogioco sono stati tratti anche due adattamenti manga, un romanzo e una serie anime di 12 episodi.

## Trama
Dopo essere stato devastato nella terza guerra mondiale (conosciuta come The Third Division) il Giappone è diviso in due. Diversi anni dopo la fine della guerra un'organizzazione criminale chiamata Vischio ha preso il controllo della città distrutta di Toshima (ex Tokyo, capitale del Giappone), dove si tiene un gioco simile a una battle royale noto come Igura.
Per partecipare al gioco bisogna incontrare Arbitro per spiegarli la ragione che ti ha portato a intraprendere quella scelta. Incontrandosi con Arbitro ai partecipanti vengono date 5 medagliette (ciascuna con un'incisione di una carta da poker). Una medaglietta deve essere appesa al collo del partecipante come prova della sua partecipazione. I partecipanti devono quindi mettere in gioco le loro vite per raccogliere le medagliette degli altri giocatori con l'obiettivo di raccogliere una scala reale. Se un partecipante raccoglie il set completo si guadagna il diritto di sfidare "Il Re" in battaglia. Le battaglie finiscono quando una delle due parti muore o cade a terra. Il vincitore prende le medagliette del perdente ed è libero di fare ciò che vuole nei suoi confronti.
Un giovane di nome Akira viene falsamente accusato di un crimine. Una volta arrestato una donna misteriosa appare davanti a lui offrendogli la libertà a condizione di partecipare a Igura e sconfiggere Il Re. La storia segue la vita di Akira nella dura Toshima mentre combatte per sopravvivere e per svelare i misteri intorno a lui.

## Personaggi
Akira (アキラ?)
Doppiatore giapponese: Kosuke Toriumi (PS2, Anime, Drama CD)
Il protagonista. Akira è un tipo cool e silenzioso. Ha capelli grigiastri, occhi azzurri ed è alto 172 cm. Gli piacciono gli omelette di riso. È cresciuto in un orfanotrofio insieme a Keisuke. Era un campione imbattuto nel gioco di combattimento di strada "Bl@ster", dove ha partecipato al distretto RAY sotto il nome di LOST. È stato accusato di omicidio e condannato all'ergastolo ma Emma lo ha fatto uscire di prigione per poter partecipare a Igura, decisione che prende con leggera riluttanza. Di solito agisce in modo freddo e indifferente ma ha un lato molto ingenuo. La sua arma durante il gioco è un coltello.
Keisuke (ケイスケ?)
Doppiatore giapponese: Tomokazu Sugita (accreditato come "Nanimusha" nella versione PC e Drama CD)
L'amico d'infanzia di Akira. È impiegato in una fabbrica. Ha capelli e occhi castani ed è alto 178 cm. Gli piace il riso al curry. Lui e Akira sono cresciuti insieme nello stesso orfanotrofio. Poiché è un po' debole ha sempre ammirato la forza di Akira. Sebbene sia calmo e timido se Akira è in difficoltà improvvisamente diventa audace. Dopo aver sentito la decisione di Akira di partecipare a Igura decide anche lui di farne parte nonostante le sue debolezze e la totale mancanza di esperienza in combattimento.
Rin (リン?)
Doppiatore giapponese: Jun Fukuyama (accreditato come "Hayato Kiryuin" nella versione PC e Drama CD)
Un giovane biondo con gli occhi azzurri che partecipa a Igura. È alto 154 cm. Anche se avvolte viene scambiato per una ragazza a causa del suo piccolo corpo risulta essere abbastanza forte e in grado di cavarsela. Aiuta Akira in giro per la città e lo rallegra quando è giù di morale. Nell'anime si dice che Rin e Shiki sono fratellastri, avendo lo stesso padre ma diverse madri. È un ex partecipante di Bl@ster (della zona GHOST). Combatte con due piccoli pugnali e si diverte a scattare foto. Gli piacciono gli yakiniku aromatizzati. È bravo nel parkour.
Shiki (シキ?)
Doppiatore giapponese: Hikaru Midorikawa
Un uomo con i capelli neri e gli occhi rossi, alto 188 centimetri e vestito di nero. Usa come arma una katana. Viene considerato l'uomo più forte di Igura poiché spesso appare davanti ai partecipanti e li uccide immediatamente, senza preavviso, ed è per questo che è estremamente temuto. Sebbene uccida frequentemente i partecipanti non trasporta un raccoglitore di medagliette, quindi non sembra essere un partecipante. Nel corso della storia si scopre essere Il Re.
Motomi (源泉?)
Doppiatore giapponese Kazuya Ichijō
Un collezionista d'informazioni di mezza età con una barba lunga che sa molte cose sul torneo. Ha capelli e occhi castani ed è alto 183 centimetri. Ha una personalità amichevole, spensierata ed è un forte fumatore. Non partecipa al gioco ma è a Toshima come osservatore. Porta una pistola per protezione.
Arbitro (アルビトロ?, Arubitoro)
Doppiatore giapponese: Masaru Hishi (PC, Drama CD), Kōsuke Okano  (PS2, Anime)
Responsabile dell'organizzazione narcotici Vischio. È un vistoso uomo biondo che porta sempre una maschera sul viso. È alto 181 cm e ha uno strano hobby che coinvolge l'apprezzare e il modificare i giovani corpi attraenti. A causa di questo "hobby" la sua villa è piena di statue di uomini nudi e tiene con sé Kau, un essere umano, come suo cane domestico.
Kau (狗?)
È un ragazzino ed è l'amato animale domestico di Arbitro. Ha i capelli bianchi, una grande cicatrice all'addome e una serie di piercing sul torso (per volontà di Arbitro). Cammina a quattro zampe (come un cane). È vestito con un top di pelle nera, ha una benda che gli copre gli occhi e ha una specie di museruola che gli tappa la bocca. Arbitro ha distrutto i suoi occhi e le sue corde vocali quindi se anche non avesse i su citati accessori non è comunque in grado né di vedere né di parlare. Dispone, tuttavia, di un acuto senso dell'olfatto ed è stato addestrato a sentire il profumo delle medagliette per aiutare a trovare chi viola le regole all'interno di Igura. Il suo nome kanji significa "cane" in giapponese. Mostra i segni di una forte sindrome di Stoccolma.
Kiriwar (キリヲ?, Kiriwo)
Doppiatore giapponese: Fuji Bakuhatsu (PC, Drama CD), Katsuyuki Konishi (PS2, Anime)
Ha il compito di uccidere chi viola le regole del torneo. Sebbene lavori per Arbitro i suoi legami con lui sono informali e spesso gli piace farlo arrabbiare. È alto 2 metri ed è molto muscoloso. Usa un tubo di metallo (che ha amorevolmente chiamato "Mitsuko") come arma. Ha i capelli neri e li porta corti. Ha una grande cicatrice sulla fronte. Di solito viene visto con Gunji, che chiama "hiyo" o "hiyoko" (che significa "pulcino"). A Kiriwar piace scherzare con Arbitro e sembra scarsamente interessato al suo lavoro. Il suo nome si pronuncia "Kiriwo".
Gunji (グンジ?)
Doppiatore giapponese: Kazuya Sugisaki (PC, Drama CD), Kishō Taniyama (PS2, Anime)
Ha il compito di uccidere chi viola le regole del torneo. È un uomo biondo alto 195 cm che combatte con degli artigli di metallo. Indossa una giacca rossa con cappuccio che è aperta verticalmente mostrando il torso e l'addome. La maggior parte del suo busto è coperto di tatuaggi. Gunji non è molto intelligente e agisce spontaneamente e violentemente. Risulta estremamente sadico nelle sue uccisioni ma dimostra di avere anche un'innocenza amorevole e infantile. Di solito viene visto con Kiriwar, che chiama "jijii" ("vecchio"), mentre chiama Arbitro "papa" e Shiki "Shikitty". Gunji sembra confondere i gatti con i cani poiché, sebbene Kau sia considerato un "cane" domestico, Gunji si riferisce a lui come "Tama" (che è un nome comune per i gatti). Nel manga nomina anche un gatto che trova "Pochi" (che è un nome comune tra i cani).
Anche se in lingua inglese in molti scrivono e pronunciano il suo nome come "Gunzi" il nome "Gunji" è considerato il nome ufficiale in quanto utilizzato dai creatori della seria.
Emma (エマ?, Ema)
Doppiatore giapponese: Kaori Okuda (PC), Asako Dodo (PS2)
Una bella donna con un braccio solo. È colei che suggerisce di partecipare a Igira ad Akira per liberarlo dalla sua falsa accusa. Spesso si accompagna con Gwen. Si sa molto poco di lei ma prima della guerra lavorava come scienziata. Nel manga, di Chayamachi, viene vista prendersi cura di Nano. È alta 167 cm.
Gwen (グエン?, Guen)
Doppiatore giapponese: Kikutarō Namerikawa (PC), Takuo Kawamura (PS2)
Un uomo serio con un completo elegante e cappello che appare con Emma per convincere Akira a partecipare a Igura. Risulta un uomo onesto con un'espressione dura. È alto 178 cm.
Takeru (猛?)
Doppiatore giapponese: Takezō Koike (PC), Hideki Ogihara (PS2)
Un giovane con un occhio solo che partecipa a Igura con una forte voglia di vincere con qualsiasi mezzo.
Nano (ナノ?, Nano)
Doppiatore giapponese: Prof. Shiryuu (PC), Takumi Yamazaki (PS2)
Conosciuto anche come N è una figura enigmatica. Non è un partecipante all'Igura e non porta né una medaglietta né un'arma (nonostante i pericoli presenti). Si veste in modo molto datato e ha un comportamento inquietante. È alto 182 cm. Sebbene spesso appaia di fronte ad Akira non è chiaro se sia un suo amico o un suo nemico. Il sangue di Nano è la fonte del "Line" (droga usata nella serie). Il suo vero nome è Nicole Premier.
Tomoyuki (トモユキ?)
Doppiatore giapponese: Yuichi Nakamura
Un uomo dai capelli lunghi che partecipa a Igura. Anche se sembra conoscere Rin non sono in ottimi rapporti.
Kazui (カズイ?)
Doppiatore giapponese: Daisuke Hirakawa
Un uomo dai capelli neri in qualche modo collegato a Rin e a Tomoyuki.
Touya (トウヤ?, Tōya)
Doppiatore giapponese: Kentarou Itō
Un giovane biondo che partecipa a Igura come capo di una squadra. Yukihito è uno dei membri del suo team.
Yukihito (ユキヒト?)
Doppiatore giapponese: Hiroshi Kamiya
Un uomo dai capelli rossi sui 20 anni ed è un nuovo personaggio aggiunto a "Togainu no chi: True Blood", la versione per Playstation 2 del gioco. È un ex partecipante a Bl@ster (da AREA: RUDE) che nel corso del gioco sta partecipando a Igura come membro della squadra di Touya.

## Media

### Visual novel
Togainu no Chi nacque, nel 2005, come visual novel di genere Boys' Love ma ebbe anche altre trasposizioni nell'ambito interattivo. CHiRALmori fu pubblicato il 25 gennaio 2008 da Nitro+Chiral. Questo gioco per PC includeva un minigioco chiamato Togainu no chi con le versioni chibi dei personaggi che giocano a poker e altri due minigiochi con i personaggi di Lamento -Beyond the Void-. Togainu no Chi Desktop Accessory è un programma prodotto da Nitro+Chiral che include sfondi, uno screensaver, una versione silenziosa del video di apertura, un orologio che può essere modificato per mostrare le immagini dei personaggi della saga, un calendario e un set di adesivi.

### Drama CD
Sono stati prodotti tre drama-CD:
- Togainu no Chi Image drama CD vol 1 (29 luglio 2005); incentrato sulla relazione tra Akira e Shiki.[3]
- Togainu no Chi Image drama CD vol 2 (26 agosto 2005); incentrato sulla relazione tra Akira e Keisuke.[4]
- Togainu no Chi ANOTHER STORY ~ RIN (29 dicembre 2005); incentrato su Rin.[5]

### Manga
Un adattamento manga di Togainu no Chi, illustrato da Suguro Chayamachi, ha iniziato la serializzazione in Comic B's LOG nel gennaio 2006 per poi essere pubblicato in diversi volumi da Enterbrain.
Un altro adattamento, illustrato da Yamamoto Kana, è stato pubblicato su Magazine ZERO dal 2005 al 2008 per poi essere pubblicato, 22 luglio 2008, da ASCII Media Works in un unico volume. Questa versione si concentra sulla trama di Keisuke.

### Anime
Nel marzo 2010, come parte del quinto anniversario di Nitro + CHiRAL, fu annunciato un adattamento anime di Togainu no Chi a produzione Aniplex. L'anime fu trasmesso su MBS e TBS dal 7 ottobre al 23 dicembre 2010. Il primo DVD, in lingua originale, fu distribuito il 22 dicembre 2010.

#### Episodi
| Nº | (traduzione letterale) Giapponese 「Kanji」 - Rōmaji | In onda          | In onda |
| Nº | (traduzione letterale) Giapponese 「Kanji」 - Rōmaji | Giapponese       |         |
| 1  | LOST 「虚夢」 - Uro Yume | 7 ottobre 2010   |         |
| 1  | Akira partecipa a un torneo di combattimento chiamato "Bl@ster" e, dopo una battaglia di successo, si ritira nelle sue stanze. Si sveglia all'improvviso quando un gruppo di poliziotti irrompe nella sua stanza e lo incolpa di un recente omicidio, un crimine che comporta una condanna all'ergastolo. Senza alcun modo di difendersi dalle accuse aspetta con timore la sentenza. Viene visitato in prigione da una donna di nome Emma che gli offre un'alternativa: partecipare a una battle royale. Senza altre opzioni Akira raccoglie le sue cose e parte per la città di Toshima, dove si tiene la competizione nota come Igura. Non ha nient'altro che i suoi vestiti e la sua medaglietta che lo identifica come partecipante. Una volta arrivato alcuni teppisti si presentano per molestarlo. Sembra spacciato ma viene salvato solo da un uomo vestito di nero il quale uccide brutalmente i teppisti con la sua spada. L'uomo minaccia anche Akira lasciandolo solo. |                  |         |
| 2  | Strada morta 「死街」 - Shi-gai | 14 ottobre 2010  |         |
| 2  | Akira si sveglia e trova Keisuke (suo amico d'infanzia) nella stanza in cui si trova. Poi scopre che Keisuke è li perché lo ha seguito a Toshima e, sebbene solecitato da Akira, si rifiuta di andarsene. Fanno una passeggiata dove trovano Rin mentre combatte un uomo. Se ne vanno ma sono presto raggiunti dallo stesso Rin che afferma che loro dovrebbero pagare per entrare nella sua zona, tuttavia li lascia passare, per questa volta, dato che sono nuovi. Rin li porta in una delle zone neutrali dove incontrano Motomi e dove conoscono il farmaco noto come Line. Rin poi li porta alla villa dell'Arbitro così Keisuke può iscriversi. La villa è piena di statue di "ragazzi graziosi". |                  |         |
| 3  | Lotta folle 「狂争」 - Kyōzen | 21 ottobre 2010  |         |
| 3  | Keisuke ottiene finalmente le medagliette e, mentre esce dalla villa, viene attaccato da Takeru. Akira lo difende e Takeru scappa. Akira, nel combattimento, ha perso la sua croce. Akira viene trascinato via da Takeru. Takeru si rivela essere un ex-Bl@ster e sta giocando all'Igura perché vuole vincere ed essere ricco. Takeru riprende la sua croce, che si scopre essere un ricordo della sua sorella morta. Takeru chiama Akira Lost in memoria di Bl@ster. |                  |         |
| 4  | Punizioni 「休刑」 - Kyū-kei | 28 ottobre 2010  |         |
| 4  | Rin trova Akira. Presto incontrano Tomoyuki (qualcuno che Rin ha già conosciuto) ma lui lo ignora e gli dice di stare zitto. Akira e Rin hanno una breve conversazione mentre tornano in albergo e si incontrano con Motomi. Lì Keisuke vede Akira ed è felice. Rin porta una borsa piena di solidi e acqua e gli chiede se vogliono fare qualcosa di divertente. Mangiano e chiacchierano tutti sul tetto di un edificio. Di notte Shiki appare e uccide un gruppo di tossicodipendenti. Una persona urla che è apparso e Rin lo va a cercare. Akira rincorre Rin ma incontra Shiki in un vicolo vicino. Hanno una breve battaglia che porterà alla sconfitta di Akira. Shiki lo prende e lo colpisce contro il muro chiedendogli: "vuoi davvero morire"? Poi inizia a soffocarlo ma Akira riesce a liberarsi. Shiki è divertito e gli dice che giocherà presto ancora con lui. Mentre si allontana Akira è stranamente eccitato dall'idea e afferma: "Quindi quello è ... Shiki." |                  |         |
| 5  | Crack 「決蔑」 - Crack | 4 novembre 2010  |         |
| 5  | Un uomo misterioso offre a Takeru la droga nota come Line, che prende. Dopo essersi svegliato e non aver trovato né Rin né Akira con lui Keisuke va a cercarli mentre Akira viene attaccato e ferito da un gruppo di giocatori ma riesce a scappare quando il capo del gruppo impazzisce e crolla dopo che ha leccato il sangue di Akira. Shiki incontra Arbitro e il primo dà a quest'ultimo una cassa nera piena di quella che sembra essere della Line potenziata. Dopo che Motomi salva Akira (che si chiede cosa abbia fatto al capo del gruppo) i due decidono di andare in albergo dove si incontrano con Rin e Keisuke. Akira, irritato dal modo in cui Keisuke riesce a far sempre fronte alla situazione a differenza sua, urla a Keisuke che si sente inutile per poi fuggire. |                  |         |
| 6  | Desire 「因念」 - Desire | 11 novembre 2010 |         |
| 6  | Un uomo (nell'ombra) uccide tutti in un club, mentre Takeru beve il Line. Akira va in giro per la città alla ricerca di Keisuke mentre Rin è tornato in albergo e ascolta una conversazione tra dei tizzi sul Line. Akira continua le sue ricerche e scopre i corpi degli uomini nel club ed è disgustato da ciò. Mentre cammina in un vicolo viene attaccato e picchiato da Takeru; Takeru lecca il sangue di Akira e inizia a soffocare; poi lentamente si ritira. Rin e Motomi parlano della droga, della città e della vita. Takeru pensa a sua sorella e si pente di averla lasciata ma sogna di vincere Igura per la sua famiglia. Viene quindi trovato da Keisuke, che è molto potente grazie al Line, il quale gli schiaccia il cranio. Keisuke poi va incontro ad Akira; che mette fuori combattimento per poi portarlo via. |                  |         |
| 7  | Severed 「怒鎖」 - Severed | 18 novembre 2010 |         |
| 7  | Viene rivelato come sia cambiato Keisuke e del perché abbia preso la droga. Dopo il flashback Akira si sveglia nel bel mezzo di una casa sconosciuta con il suo folle migliore amico. Dopo una lunga chiacchierata Akira cade privo di sensi. |                  |         |
| 8  | Pioggia 「雨」 - Ame | 24 novembre 2010 |         |
| 8  | Shiki rivela di essere il fratellastro di Rin e che lo ha tradito uccidendo tutti i suoi amici. Dopo che Rin cade dal ponte trova una serie di medagliette che quasi compongono una scala reale (manca solo il jack). |                  |         |
| 9  | Obbligazioni 「絆」 - Kizuna | 2 dicembre 2010  |         |
| 9  | Keisuke mostra ad Akira tutte le medagliette che ha ottenuto e afferma il suo desiderio di fargli vivere più emozioni, in particolare di fargli fare una faccia "agitata, agonizzante, morente". Cominciano a combattere e durante la battaglia Akira si causa un taglio e la ferita incomincia a sanguinare. Un po' di sangue arriva sul viso e sulla bocca di Keisuke che soffoca. Akira ha alcuni flashback del suo passato per poi tornare alla realtà. Scopre che Keisuke è ancora vivo e lo porta in un letto per vegliare su di lui fino a quando il sole sorge. Rin li trova e se ne va a combattere Il re dopo averli preso le targhette. Arbitro riconosce l'appartenenza della targhetta del jack ma consente comunque a Rin di combattere. |                  |         |
| 10 | Il Re 「Il Re」 | 9 dicembre 2010  |         |
| 10 | Rin si prepara a combattere Il re che risulta essere Shiki ma viene sconfitto rapidamente. Akira gli viene in soccorso mentre i militari iniziano a bombardare il posto. Shiki salva Arbitro e gli chiede di Akira. Rin e Akira si rifugiano in un magazzino abbandonato dove accettano d'incontrare Motomi in una chiesa. Rin ammette che avrebbe anche ucciso Keisuke per ottenere la medaglietta. Akira promette di non tradirlo e chiede la sua fiducia. Arrivano Gunji e Kiriwar. Per scappare i due si dividono, Gunji insegue Akira mentre Kiriwar insegue Rin. Akira viene malmenato e prima di venire ucciso N viene in suo soccorso e lo porta dove si trova Keisuke. In quel momento vive un flashback in cui Akira incontra Nano molti anni prima e in cambio della promessa di incontrarsi di nuovo N gli dà un coltello. Una volta finito il flashback Akira si sveglia e trova Keisuke svenuto. Emma e Gwen si presentano mentre sono in missione per riportare Nano (che si chiama in realtà Nicole Premier) con loro; in quel momento Emma ammette di aver incastrato Akira per l'omicidio. |                  |         |
| 11 | Un prigioniero 「囚人」 - Shujin | 16 dicembre 2010 |         |
| 11 | Shiki combatte contro Premier e finisce per bere il sangue di Nicole, da cui viene prodotto il Line, che normalmente spinge le persone a impazzire. Shiki sopravvive e va alla ricerca di Akira. Per tutto il tempo Arbitro, Kau, Kiriwar e Gunji guardano l'evolversi degli eventi dal tetto di un edificio vicino. Shiki trova Akira e Keisuke mentre stanno scappando verso la salvezza. Quando Shiki cerca di forzare Akira a venire con lui Keisuke cerca di proteggerlo, ma viene ucciso da Shiki. |                  |         |
| 12 | Inizio 「開始」 - Kaishi | 23 dicembre 2010 |         |
| 12 | Dopo la morte di Keisuke Akira si appresta ad attaccare Shiki. Hanno uno scambio di colpi prima che Rin arrivi a dare man forte ad Akira ma viene subito colpito alla gamba. Rin dice ad Akira di andarsene ma Akira dice che non lo lascerà indietro perché ciò tradirebbe la fiducia che Rin ripone in lui. Nicole Premier riappare all'improvviso salvando Akira e Rin e aiutandoli a fuggire. Time Skip: Akira ora ha un lavoro "normale". Rin è ricoverato in ospedale quando Akira lo visita e lo minaccia (ironicamente) di ucciderlo se rompe la sua promessa di venire a fargli visita il giorno dopo. Fuori dall'ospedale Akira incontra Motomi che lo invita ad andare a mangiare con lui. Dice ad Akira che esiste una nuova Line. L'episodio termina con Akira che si appresta a combattere con Shiki (che è su una montagna con una scatola aperta di Line). Lì Akira riconosce il valore della vita grazie alla morte di Keisuke e dice: "Questa non è un'altra persona che sto combattendo, sono io".                                                                                        |                  |         |

#### Colonna sonora
Sigla di apertura
- Rose-Hip Bullet di GRANRODEO

Sigle di chiusura
1. No moral di Kanako Itou (ep 1)
2. Bright Lights di Seiji Kimura (ep 2)
3. Don't Stare Me di VERTUEUX (ep 3)
4. Toge di Sadie (ep 4)
5. Once More Again di Aki Misato (ep 5)
6. Requiem Blue di CurriculuMachine feat. W.K. (ep 6)
7. Crossing Fate di OLDCODEX
8. Yasashisa ni Mamorarete di Kita Shuuhei
9. Honed Moon - Togareta Tsuki di Itou Kanako
10. Don't look away di CurriculuMachine (ep 10)
11. STILL anime Ver. di Kanako Itou (ep 11)
12. GRIND style GR di GRANDRODEO (ep 12)

### Libri
Un romanzo di Togainu no Chi fu scritto da Ikumi Kazuha, in collaborazione con Nitro+Chiral, e illustrato da Tatana Kana e Kazuki Tomomaya. Fu pubblicato da Biblos il 7 febbraio 2006. Esso conteneva diverse serie di racconti incentrati sui personaggi dopo gli eventi del gioco.
Il 3 luglio 2008 fu pubblicato un libro sullo sviluppo del gioco intitolato Togainu no Chi True Blood contenente informazioni sul gioco, profili dei personaggi, artwork e alcune interviste ai doppiatori.